# Jaff Decker
Pour les articles homonymes, voir Decker.
Jaff Kyle Decker (né le 23 février 1990 à Phoenix, Arizona, États-Unis) est un voltigeur de la Ligue majeure de baseball.

## Carrière

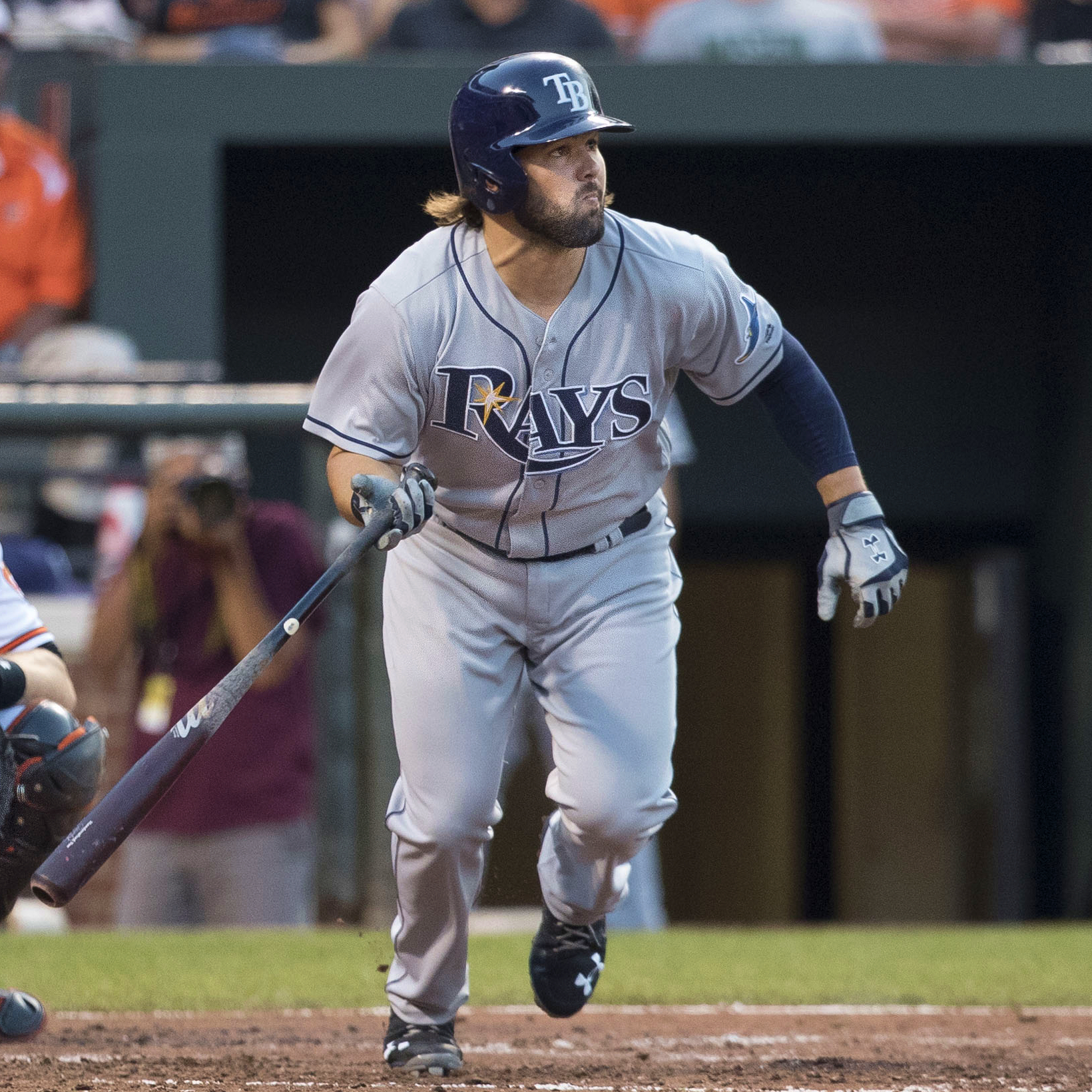
Decker en 2016 avec les Rays de Tampa Bay.

### Padres de San Diego
Jaff Decker est le deuxième joueur sélectionné par les Padres de San Diego au premier tour du repêchage du baseball majeur en 2008, et le 42e joueur sélectionné au total cette année-là. Il fait ses débuts dans les majeures avec San Diego le 20 juin 2013. Son premier coup sûr dans les grandes ligues est aussi son premier coup de circuit, qu'il réussit le 12 août suivant contre le lanceur Jhoulys Chacin des Rockies du Colorado. 
Decker dispute 13 parties pour les Padres en 2013, obtenant deux coups sûrs dont un circuit et récoltant deux points produits.

### Pirates de Pittsburgh
Le 25 novembre 2013, Jaff Decker et le lanceur droitier Miles Mikolas sont échangés des Padres de San Diego aux Pirates de Pittsburgh contre le voltigeur des ligues mineures Alex Dickerson. Il apparaît dans 5 matchs de Pirates en 2014 et 23 en 2015.

### Rays de Tampa Bay
Le 26 janvier 2016, il est mis sous contrat par les Rays de Tampa Bay et dispute 19 matchs de l'équipe dans la saison qui suit.

### Athletics d'Oakland
Decker évolue en 2017 pour les Athletics d'Oakland.